# بينينغتون (فيرمونت)
بينينغتون (بالإنجليزية: Bennington, Vermont) هي بلدة تقع في مقاطعة بينينغتون (فيرمونت) بولاية فيرمونت في الولايات المتحدة. تأسست عام 1749، تبلغ مساحتها 110.1 (كم²)، وترتفع عن سطح البحر 249 م، بلغ عدد سكانها 15764 نسمة في عام 2010 حسب إحصاء مكتب تعداد الولايات المتحدة وتصل الكثافة السكانية فيها 143.18 نسمة/كم2.

## المناخ
يظهر الجدول التالي التغييرات المناخية على مدار السنة لبينينغتون:
| البيانات المناخية لـبينينغتون     | البيانات المناخية لـبينينغتون | البيانات المناخية لـبينينغتون | البيانات المناخية لـبينينغتون | البيانات المناخية لـبينينغتون | البيانات المناخية لـبينينغتون | البيانات المناخية لـبينينغتون | البيانات المناخية لـبينينغتون | البيانات المناخية لـبينينغتون | البيانات المناخية لـبينينغتون | البيانات المناخية لـبينينغتون | البيانات المناخية لـبينينغتون | البيانات المناخية لـبينينغتون | البيانات المناخية لـبينينغتون |
| الشهر                             | يناير                         | فبراير                        | مارس                          | أبريل                         | مايو                          | يونيو                         | يوليو                         | أغسطس                         | سبتمبر                        | أكتوبر                        | نوفمبر                        | ديسمبر                        | المعدل السنوي                 |
| --------------------------------- | ----------------------------- | ----------------------------- | ----------------------------- | ----------------------------- | ----------------------------- | ----------------------------- | ----------------------------- | ----------------------------- | ----------------------------- | ----------------------------- | ----------------------------- | ----------------------------- | ----------------------------- |
| الدرجة القصوى °ف (°م)             | 61 (16)                       | 63 (17)                       | 81 (27)                       | 88 (31)                       | 90 (32)                       | 93 (34)                       | 98 (37)                       | 98 (37)                       | 96 (36)                       | 84 (29)                       | 78 (26)                       | 66 (19)                       | 98 (37)                       |
| متوسط درجة الحرارة الكبرى °ف (°م) | 30.7 (−0.7)                   | 34.7 (1.5)                    | 43.8 (6.6)                    | 56.7 (13.7)                   | 67.0 (19.4)                   | 75.0 (23.9)                   | 79.4 (26.3)                   | 77.7 (25.4)                   | 70.4 (21.3)                   | 58.7 (14.8)                   | 47.5 (8.6)                    | 35.7 (2.1)                    | 56.5 (13.6)                   |
| متوسط درجة الحرارة الصغرى °ف (°م) | 11.6 (−11.3)                  | 15.3 (−9.3)                   | 22.7 (−5.2)                   | 34.3 (1.3)                    | 43.3 (6.3)                    | 52.4 (11.3)                   | 57.0 (13.9)                   | 55.2 (12.9)                   | 47.4 (8.6)                    | 36.4 (2.4)                    | 29.7 (−1.3)                   | 19.5 (−6.9)                   | 35.5 (1.9)                    |
| أدنى درجة حرارة °ف (°م)           | −25 (−32)                     | −25 (−32)                     | −15 (−26)                     | 7 (−14)                       | 23 (−5)                       | 29 (−2)                       | 38 (3)                        | 32 (0)                        | 24 (−4)                       | 16 (−9)                       | −1 (−18)                      | −20 (−29)                     | −25 (−32)                     |
| الهطول إنش (مم)                   | 2.75 (70)                     | 2.24 (57)                     | 3.15 (80)                     | 3.27 (83)                     | 3.66 (93)                     | 4.13 (105)                    | 4.34 (110)                    | 4.00 (102)                    | 3.57 (91)                     | 3.69 (94)                     | 3.11 (79)                     | 2.79 (71)                     | 40.70 (1٬034)                 |
| المصدر #1: NWS Office, Albany NY  |                               |                               |                               |                               |                               |                               |                               |                               |                               |                               |                               |                               |                               |
| المصدر #2: The Weather Channel    |                               |                               |                               |                               |                               |                               |                               |                               |                               |                               |                               |                               |                               |

## معرض صور

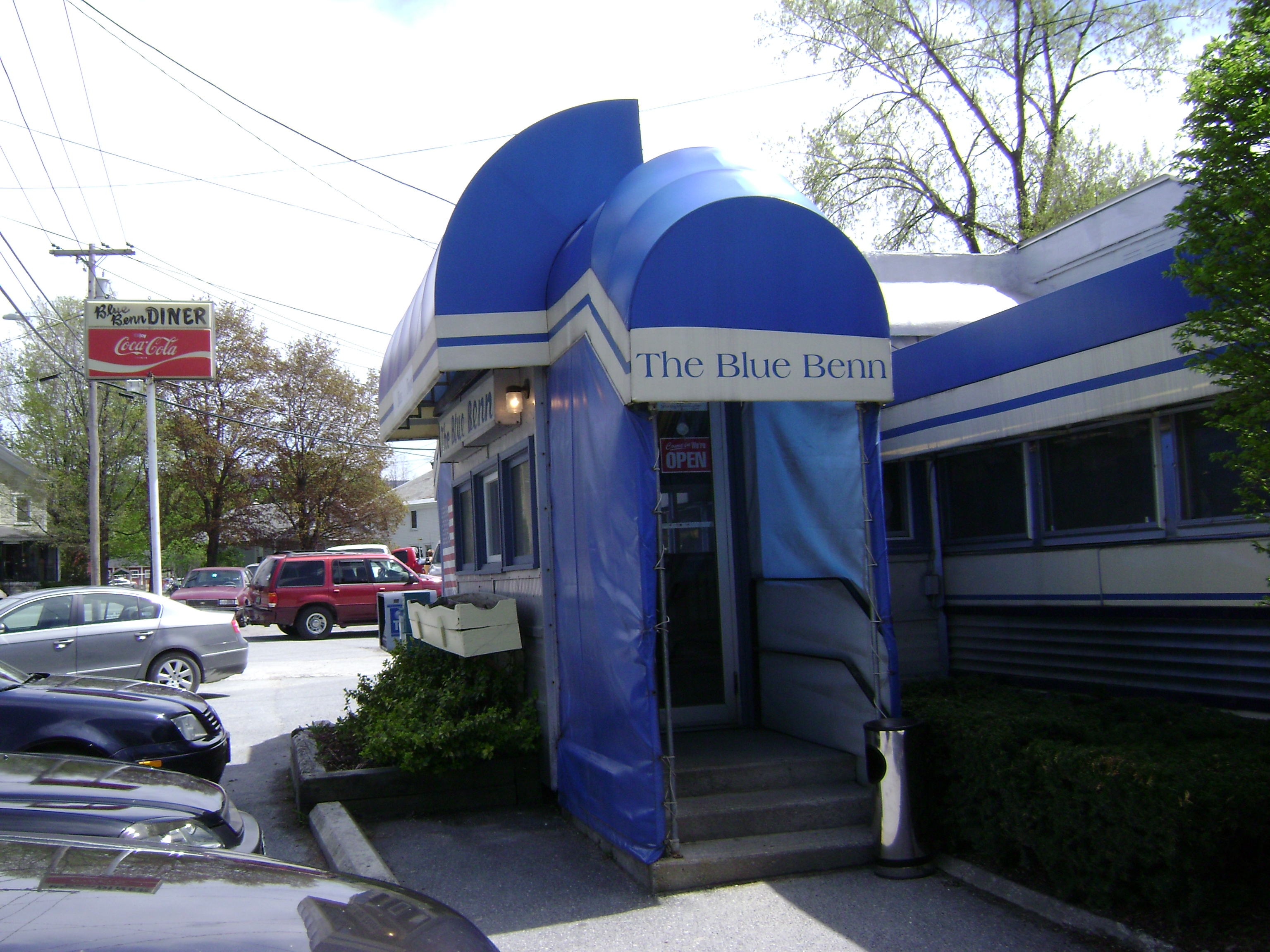
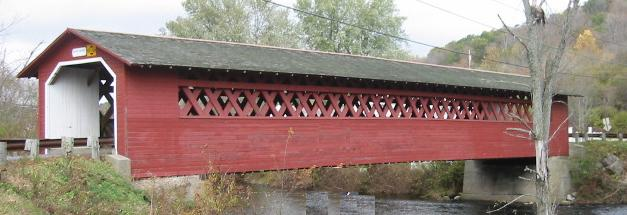
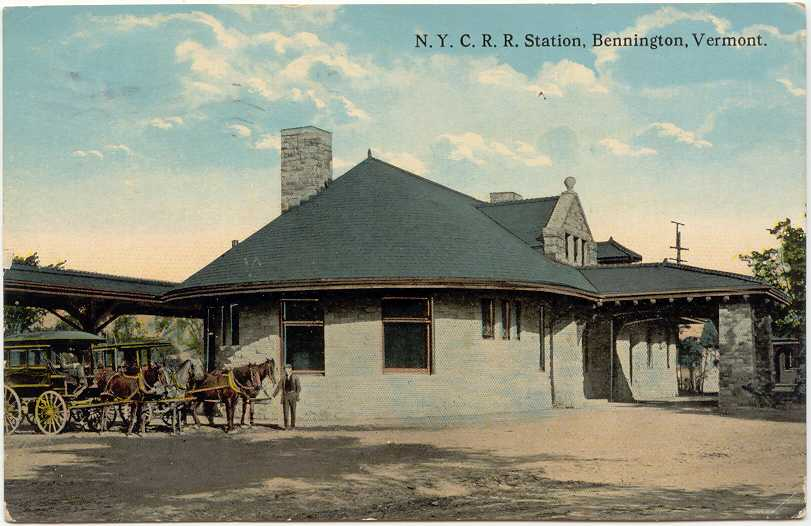
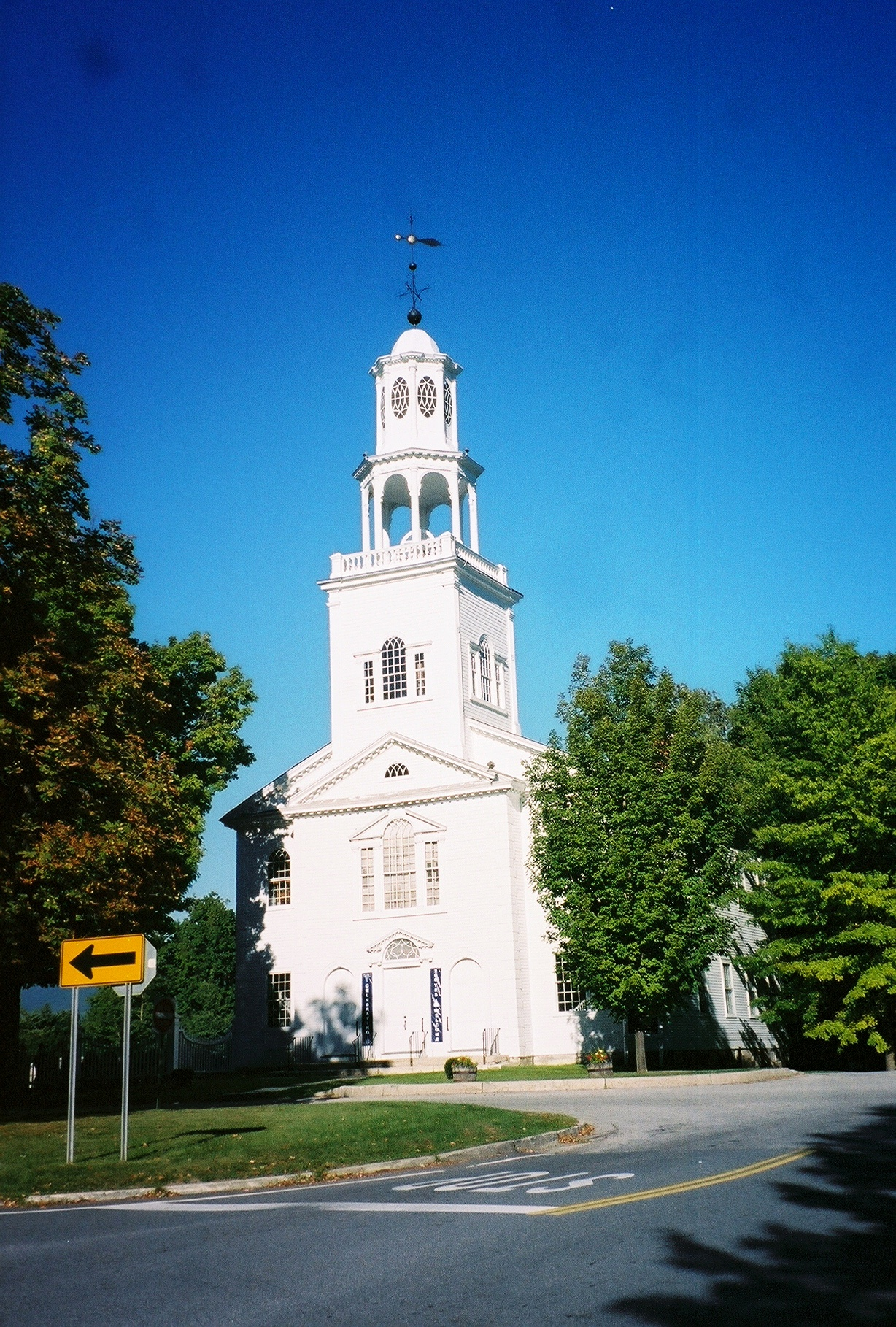
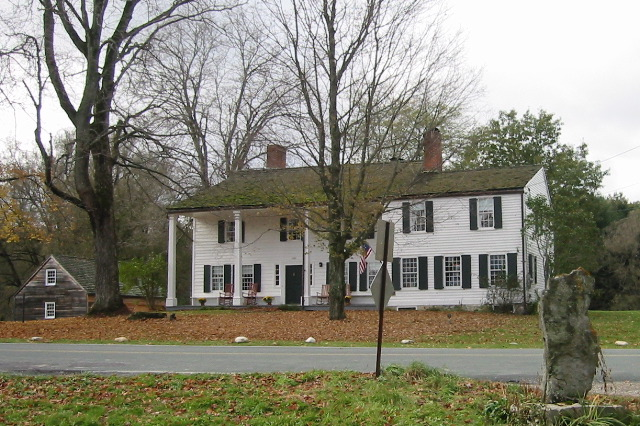
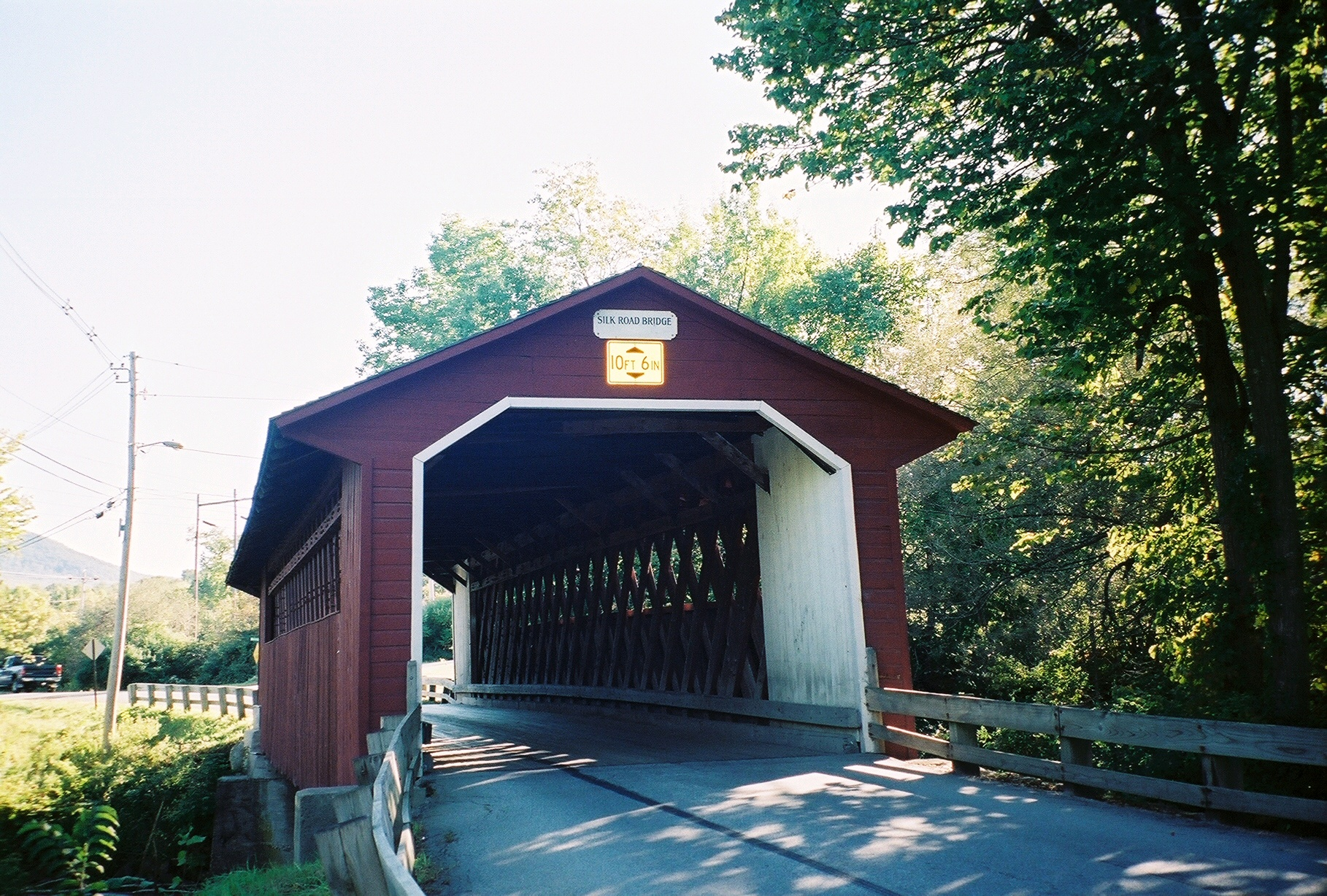

## أعلام
- وليام إليري تشانينج
- أندرو نيويل
- ديفيد سميث
- سينثيا جيب
- بيل ديكسون
- جون أديسون
- هربرت ويليام هينريتش
- روس باورز
- سيمون فرازير
- تشارلز ستيفنسون

## وصلات خارجية
- Town of Bennington
- The US50 - Cities and Towns in Vermont State
- Vermont Cities and Towns, Facts, Map, Flag, Colleges, Government, and More